# Електромрежа Србије
Електромрежа Србије (сокращённо ЕМС) или Elektromreža Srbije (сокращённо EMS, с серб. — «Электросеть Сербии»), полное название Акционерное общество «Електромрежа Србије» Белград (серб. Акционарско друштво „Електромрежа Србије” Београд, сокращённо ЕМС АД Белград) — сербский государственный системный оператор передачи электроэнергии, отвечающий за распределение электроэнергии в стране. Главный офис расположен в Белграде. Компания ЕМС основана в 2005 году на базе существовавшего в предприятии «Електропривреда Србије» отдела передачи электроэнергии. Входит в ENTSO-E.

## История
1 июля 2005 года из состава предприятия «Електропривреда Србије» вышел отдел передачи электроэнергии: на его основе была образована новая публичная компания под названием «Електромрежа Србије» (Elektromreža Srbije, сокращённо ЕМС или EMS).
16 ноября 2016 года предприятие формально обрело статус акционерного общества, единоличным владельцем всех акций которого стало Правительство Сербии. Статут акционерного общества при этом был опубликован ещё месяц тому назад.
В марте 2018 года европейская ассоциация системных операторов передачи электроэнергии ENTSO-E заявила об отставании электрических часов по всей Европе из-за снижения частоты электрического тока в сети, что было связано с частичным отключением электричества в европейских сетях. В свою очередь, отключению способствовал конфликт властей Сербии с непризнанной Республикой Косово, чья национальная электроэнергетическая компания KOSTT с января по февраль 2018 года фактически украла 113 ГВт/ч. По Конституции Сербии полномочия компании «Електромрежа Србије» распространяются на территорию Косово (как Автономного края Косово и Метохия), однако по политическим причинам компания не контролирует там электросеть. Финансовый эквивалент энергетических потерь составил 24,86 млн евро (в среднем 22 евроцента за 1 кВт/ч для европейских домов).
21 апреля 2020 года компания KOSTT, начав сотрудничество с ENTSO-E, окончательно вышла из какого-либо подчинения сербской «Електромрежа Србије».

## Деятельность
Основная деятельность ЕМС — передача электроэнергии и управление системой электропередачи в соответствии с законами, которыми регулируется энергетика в Сербии. Помимо этого, ЕМС занимается следующими вопросами:
- регулирование и управление рынком электроэнергии в пределах своих полномочий;
- исследовательская работа и развитие;
- организация и сопровождение обучения;
- технические испытания, анализ и инженерные работы;
- проектирование, строительство, обслуживание и эксплуатация сетей в системе передачи электроэнергии и других энергетических объектов;
- телекоммуникации, проектирование, строительство, обслуживание и эксплуатация телекоммуникационных объектов и средств;
- консультационные услуги.

В ведение ЕМС входят три региональных центра обслуживания объектов и элементов системы передачи электроэнергии — Белград, Нови-Сад и Крушевац (в ведение Крушеваца входит формально и территория непризнанного Косово, неподконтрольного сербским властям).

## Финансы
Регистрационный номер предприятия — 20054182, налоговый номер — 103921661. По данным на 2022 год, оборот предприятия составлял 518,37 млн. евро, чистая прибыль — 70,28 млн евро.